# SiMAP
SiMAP（サイマップ）は、大手出版社「昭文社」が独自に開発した地図データベースシステムの名称である。

## 概要
- 「Shobunsha integrated MAPping System」の略。5千分の1 - 20万分の1までの各縮尺地図に採用されており、これまで調査した各種地図情報を独自にデータベース化。地形などをより立体的に表現すると共に、町域（大字）名に全てルビを付け、各町域を色で区分し見やすくしている（但し同じSiMAPでも出版カテゴリによりデザインは多少異なる）。
- 「SiMAP」には（第一世代 - 第五世代まで）幾つかの種類があり、最新版タイプ（第三・第四・第五世代）は町域（大字）名表記が従来の角ゴシック体から明朝体に近い太字又は丸ゴシックに変更されサイズが大型化、バス路線を実線表示から破線表示に変更、さらに踏切や高さ制限（4.0m未満）道路標識が、加えて第四世代以降は通行上の注意点・交通事故多発地点も追加表記されている（県別マップル・スーパーマップル・MAXマップルの一部、でっか字まっぷシリーズ）。また一部自治体の町域名には小字にもルビがふられている（この場合、大字名はゴシック体表記）。なお2011年2月には県別マップルシリーズが全て本図・表紙共に第四世代デザイン改訂完了。2016年には次の第五世代図式へ改訂完了予定。これにより旧来の第一 - 第四世代図式は「スーパーマップル」と「県別マップル」からは消滅し「都市地図（シート判）」シリーズにのみ残る事となる（但しそれらシリーズも2015年以降は徐々に第五世代へ改訂）。
- 次ページをめくるとどの場所なのかわかりにくいという不満を解消すべく、極力統一縮尺で構成。各道路を色分けしてわかりやすく表記している（高速・有料道路 : 紫（初期は青で、青緑、紫と変遷している。）、国道 : 赤、主要地方道 : 緑、一般都道府県道 : 黄、主要な道路 : 薄黄。）。またガソリンスタンド、コンビニエンスストア、大型スーパーマーケットなど主要チェーン店については商標法及び著作権法に基づくロゴマーク使用・掲載許可を各事業者から得た上で、各店ブランドロゴをそのまま地図上に掲載している。
- 昭文社は1995年頃から、一部において、地図の図版製作のコンピュータ化を始めていたが、1999年頃から「SiMAP」の運用を開始し、全ページを「SiMAP」を用いたコンピュータ製版の地図を出版するようになっている。2010年以降は県別マップルシリーズを中心に第二・第三世代から最新版の第四・第五世代へ図式改訂が進められ、第三世代図式は2010年7月を以て消滅。「都市地図」シリーズにのみ残っている第二世代図式についても順次第四・第五世代への改訂が進められている（但し大都市圏版に添付の「バリアフリー情報付き発行都市中心部拡大図」は旧来の第二世代図式のままとなっている市区版もある）。
- 「SiMAP」で製版された地図には、「SiMAP」製版である事を示すロゴマークが表示されている。当初は横長のロゴマークであったが、2001年秋から円形の新しいロゴマークが登場している。一部、地図中に非「SiMAP」製版のものが含まれていても、ロゴマークが表示されているものがある。なお2009年版からはSiMAPロゴを円形からリンゴを模した柄の「MAPPLE」ロゴに変更。以降は「県別マップル」・「ライトマップル」・「都市地図」・「文庫地図」・「でっか字まっぷ」の各シリーズにおいて（第四・第五世代への改訂を機に）旧ロゴを新「MAPPLE」ロゴへ置き換える動きが急速に進んでおり、旧ロゴは今後「都市地図」と「マックスマップル」の一部版に残るのみとなる。
- 2015年以降版からは「県別マップル」・「ライトマップル」・「GIGAマップルでっか字」・「分県地図」各シリーズにおいて、表紙デザイン大幅リニューアルを伴う新図式「第五世代SiMAP」への改訂を開始。これにより県別マップル・ライトマップル・分県地図の各シリーズより従来型「第四世代図式」は順次消滅し2016年中に新「第五世代」図式へ統一される予定（「県別マップル&ライトマップル」岩手・宮城・福島3県版は第四世代SiMAP図式だった2015年版まで「震災対応版」だったが、第五世代図式へ改訂された2016年版からは通常版に戻された）。なお「スーパーマップル」・「都市地図」・「街の達人」・「文庫地図」・「でっか字まっぷ」・「マックスマップル」各シリーズ2015年以降版は従来型第四世代図式のまま図式改訂なし。但し「街の達人」2016年以降版は表紙デザインをリニューアル）。
- 「県別マップル・ライトマップル」両シリーズは2016年6月の秋田・香川・高知3県版改訂を以て「発行全46都府県の第五世代SiMAP改訂完了」となる旨が決定。これにより旧来の第四世代図式は県別マップル・ライトマップル・分県地図各シリーズより完全消滅する（同年2月に新刊されたA5判「ライトマップルミニ」シリーズは当初から第五世代SiMAP図式を用いているが、秋田・徳島・香川・愛媛・高知・佐賀6県版は「2015年6月までの調査データに基づく従来型第四世代SiMAP図式」で発行）。
- 2018年からは「都市地図」シリーズにおいて第五世代図式への改訂を開始（第五世代改訂版は全て「税込み定価1,080円」に価格を統一）。表紙デザインをリニューアルし、縮尺と実際の距離の計算に使えるスケールを新設。本図には主要観光地や年中行事の説明を記載している。なお道府県庁所在地版と一部主要大都市版における中心市街地拡大図への「バリアフリー情報」表記は改訂と引き換えに廃止されており、2019年春には都市地図シリーズのうち「47都道府県庁所在地版」改訂が完了予定。
- パナソニック コンシューマーマーケティングが運営する全国のパナソニックショップ検索サイト「スーパーパナソニックショップ（SPS）のご紹介」項にあるSPS認定各店の場所を示した地図の作成は昭文社が担当しており、「県別マップル」や「スーパーマップル」などのシリーズと同一デザインの「SiMAP」図式が採用されている（地図の下部には「MAPPLE」ロゴを表示）。
- 昭文社は学校の社会科「地理」授業で用いられる検定教科書としての地図帳製作・発行を発足当初から今日まで手がけていない（一般向け製品のみを発売している）ため、「SiMAP」図式の地図が小・中・高校の社会科「地理」授業で用いられる事は無い（文部科学省の教科書検定に合格した「検定教科書」としての地図帳は各都道府県&市区町村教育委員会や私立学校の判断により、帝国書院・二宮書店・東京書籍いずれかの製品を授業で使用）。